# Topsakkajärvi
Topsakkajärvi är en sjö i Finland. Den ligger i kommunen Salla i landskapet Lappland, i den norra delen av landet, 700 km norr om huvudstaden Helsingfors. Topsakkajärvi ligger 308 meter över havet. Arean är 40,4 hektar och strandlinjen är 2,7 kilometer lång. Sjön  ingår i Koundaälvens huvudavrinningsområde. 